# Пригоди бравого вояка Швейка
«Пригоди бравого вояка Швейка» за іншим перекладом «Пригоди бравого вояки Швейка»  (чеськ. Osudy dobrého vojáka Švejka za světové války) — незакінчений сатиричний роман чеського письменника Ярослава Гашека (1883–1923), що охоплює події в Австро-Угорщині напередодні й під час першої світової війни. В центрі твору — образ вояка Швейка, носія народного гумору, який зазнає численних комічних пригод. У творі з великою художньою силою виражено протест простої людини проти війни й насильства, через що він дуже актуальний насьогодні. Книга містить численні анекдоти, які розповідає Швейк, і які не мають прямого стосунку до сюжету.

## Сюжет
У Празі в 1914 році торговець краденими псами Йозеф Швейк дізнається від хазяйки своєї квартири про вбивство ерцгерцога Австро-Угорщини в Сараєво. Після декількох різких висловлювань з цього приводу (він зокрема каже, що скоро почнеться війна) Швейка заарештовує співробітник державної поліції Бретшнайдер і запроторює до в'язниці.
Швейк виявляє, що бути у в'язниці не так уже й погано. Його оглядають лікарі та, через його відповіді на запитання, визнають отупілим і кретином, хоча потім один лікар підозрює Швейка в ошуканстві. Швейк опиняється в божевільні, звідки невдовзі його викидають у зв'язку з початком Першої світової війни та призовом до війська.
Опинившись на волі, Швейк виявляє такий ентузіазм щодо служби в війську, що ніхто не вірить в його щирі наміри. Бретшнайдер тим часом  загризений швейковими собаками насмерть.
Стверджуючи, що страждає на ревматизм, Швейк вимагає аби його довезли в інвалідному візку до місця призову в Празі. Його завзяття в бажанні бути солдатом стає місцевою сенсацією. Та скоро його визнають симулянтом і ухилянтом, за що запроторюють до в'язниці знову. Несподівано Швейк отримує посаду денщика капелана Отто Каца, котрий служить в глибокому тилу, в самій Празі. На цій службі Швейку трапляється встрягнути в пияцтво та суперечки про релігію. Кац програє Швейка в очко старшому лейтенанту Лукашу, чиїм денщиком Швейк і стає, і все-таки мусить вирушити на фронт через здійснене ним викрадення собаки командира полку.
Лукаш прямує зі своїм марш-батальйоном у казарми в Чеських Будейовицях, у Південній Чехії, де готується до відправки на фронт. У поїзді Швейк дратує високопоставлених пасажирів і користується стоп-краном. За це його лишають на одній зі станцій, на радість Лукаша. Один добродій платить штраф за Швейка та дає йому грошей на дорогу, та Швейк пропиває їх.
Спізнившись на всі потяги, Швейк іде на фронт пішки навколо Південної Богемії в марних спробах знайти Будейовіци. В дорозі його заарештовують як можливого російського шпигуна та дезертира. Сам Швейк усі звинувачення заперечує. Його з конвоєм супроводжують до його полку, де зникнення Швейка стало неабиякою проблемою для Лукаша через обжерливість нового денщика. Швейк опиняється на гауптвахті з інакодумцем Мареком.
Невдовзі полк перекидають до Брук-ан-дер-Лейта, міста на кордоні між Австрією та Угорщиною. Тут Швейка знову заарештовують, цього разу за сварку за участю поважного угорського громадянина та участь у вуличній бійці, що сталася через любовний лист Лукаша. Його також підвищують до посильного.
Швейку доводиться взяти участь у розшифровці таємних польських повідомлень, але він плутає томи книги, що слугує ключем. Італія вступає у війну, тому від'їзд солдатів затягується. Солдати вирушають до Галичини та Східного фронту. Поруч із лінією фронту Швейк плутає напрямок руху та знаходить покинуту російську форму. Через це свої ж сприймають його за росіянина та беруть у полон. Швейка призначають старшим над полоненими, а потім підозрюють у зраді. Заледве уникнувши страти завдяки телеграмі зі штабу, йому вдається повернутися до свого підрозділу.
Тут роман обривається, оскільки автор помер від тяжкої алкогольної інтоксикації, не дописавши його.

## Ярослав Гашек про Швейка
|  | Велика доба потребує великих людей. На світі є невідомі скромні герої, не увінчані славою Наполеона. Марно ви шукали б їхні імена в історії. Та коли проаналізувати, — їхня слава, можливо, затьмарила б навіть славу Александра Македонського. У наші дні на вулицях Праги можна зустріти чоловіка в приношеному вбранні, який, власне, і сам не уявляє свого значення в історії нової, великої доби. Він скромно йде своєю дорогою, нікого не турбує, і до нього не чіпляються журналісти з проханням про інтерв'ю. Коли б ви запитали, як його звуть, він би відповів дуже просто і скромно: «Я Швейк…» І справді, цей тихий, скромний, убого вдягнений чоловік і є той старий бравий вояк Швейк, хоробрий герой, ім'я якого ще за часів Австро-Угорщини було на устах усіх громадян Чеського королівства і слава якого не примеркне і в Республіці. Я дуже люблю цього бравого вояка Швейка і, змальовуючи його пригоди під час світової війни, переконаний, що всі ви сповнитесь симпатією до мого скромного, невідомого героя. Він не підпалював храму богині в Ефесі, як це зробив отой дурень Герострат, щоб потрапити до газет та шкільних хрестоматій. А цього вже досить. |

## Шляхами бравого вояка Швейка

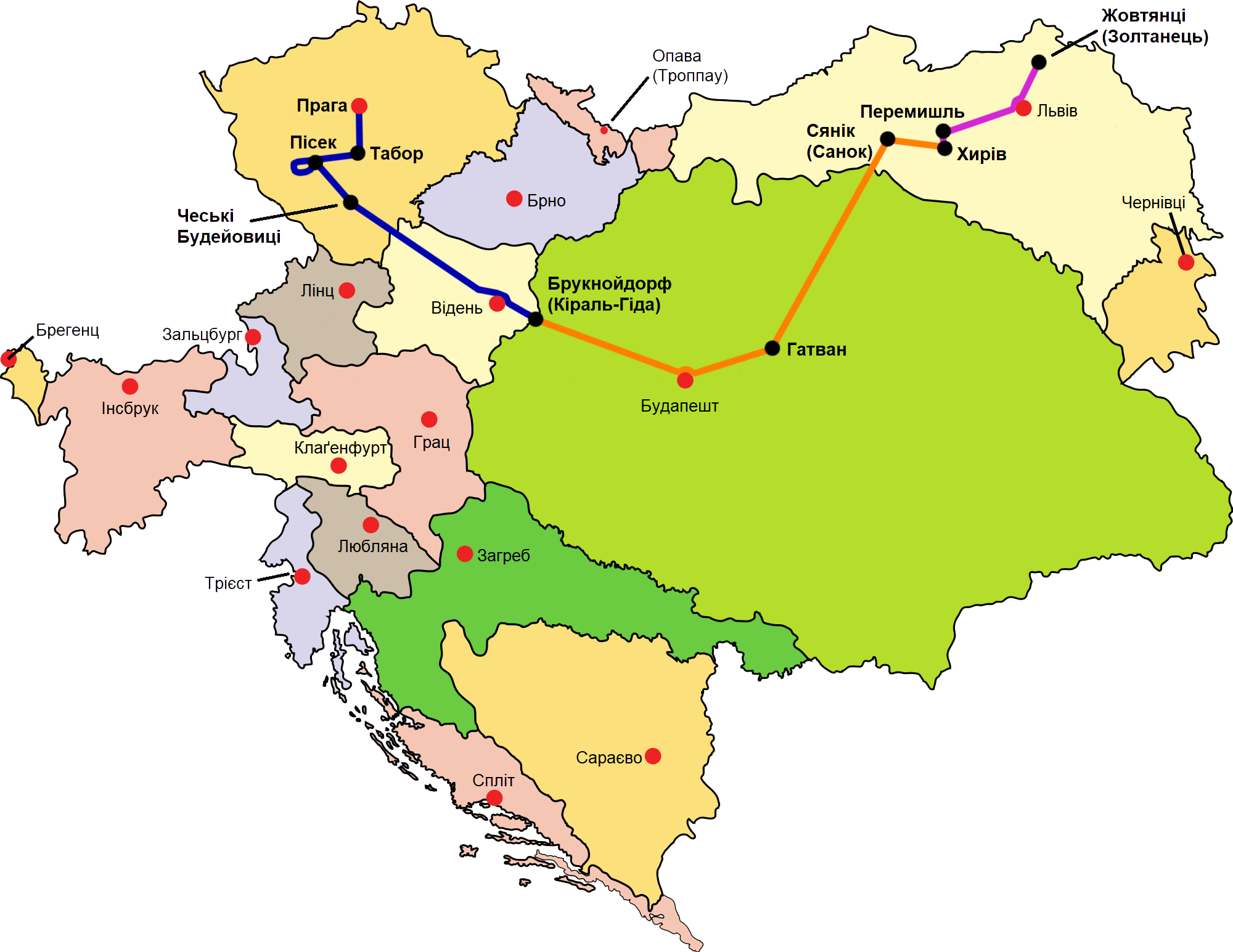
Шлях Швейка по Австро-Угорщині

### Загальний маршрут
На території Чехії, Австрії, Угорщини, Словаччини та Польщі функціонує міжнародний туристичний маршрут «Шляхами бравого солдата Швейка», що відповідає переміщенням головного героя твору Гашека та заснований на мандрівках самого автора за Першої світової війни. Значна частина книжкового шляху проходила також через теперішню територію Львівської області. У Польщі, у місті Перемишлі, Швейка увічнено в образі бронзового пам'ятника. Саме у Перемишлі він кілька діб відсидів у в'язниці, а заарештували його поблизу Фельштина (тепер Скелівка Самбірського району) на Львівщині.

### Галицькі шляхи Швейка

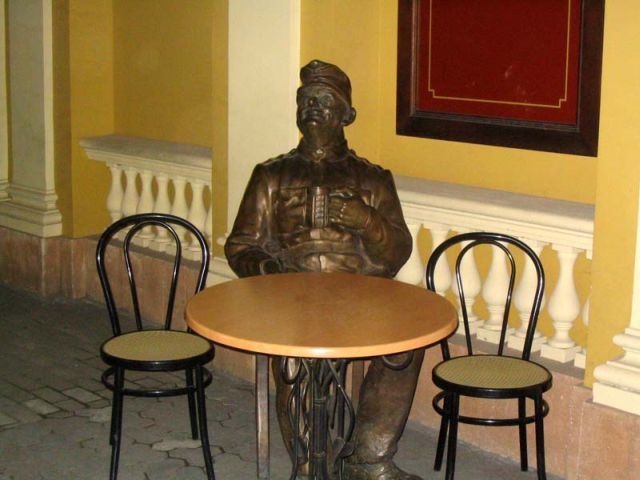
Пам'ятник Швейкові у Львові: поруч із кав'ярнею «Віденська кава»

Бравий вояк Швейк по дорозі на фронт побував у Львові і останні його пригоди відбувалися на Львівщині. 90-річчя описаних Гашеком подій було відзначено в 2004 році відкриттям туристичного маршруту «Слідами бравого вояка Швейка», який проліг від кордону з Польщею через Добромиль, Хирів, Нижанковичі аж у напрямку Сокаля.
До Львова він прибув 20 серпня 1915 після звільнення з австрійського полону, до якого Швейк потрапив біля Добромиля. Зі Львова поїздом солдат дістався до станції Жовтанці (Львівського району). Через те, що під час роботи над романом Ярослав Гашек користувався австрійською картою, там фігурує німецька назва Золтанець. Це й збиває з пантелику багатьох читачів, бо створюється враження, що дія відбувається у вигаданому населеному пункті.

Шлях Швейка Галичиною пролягав таким маршрутом:

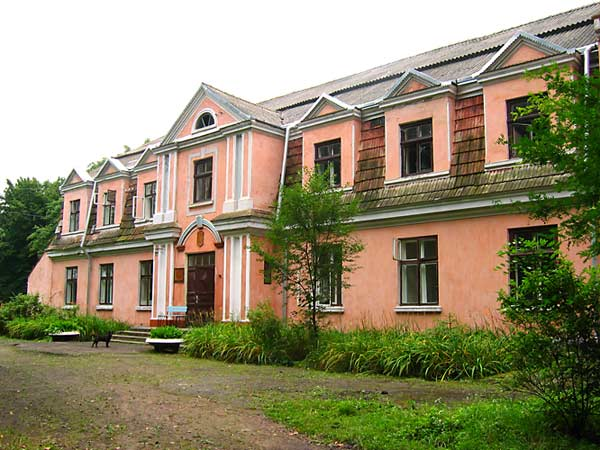
Палац у Скелівці, відомий зі Швейкових пригод

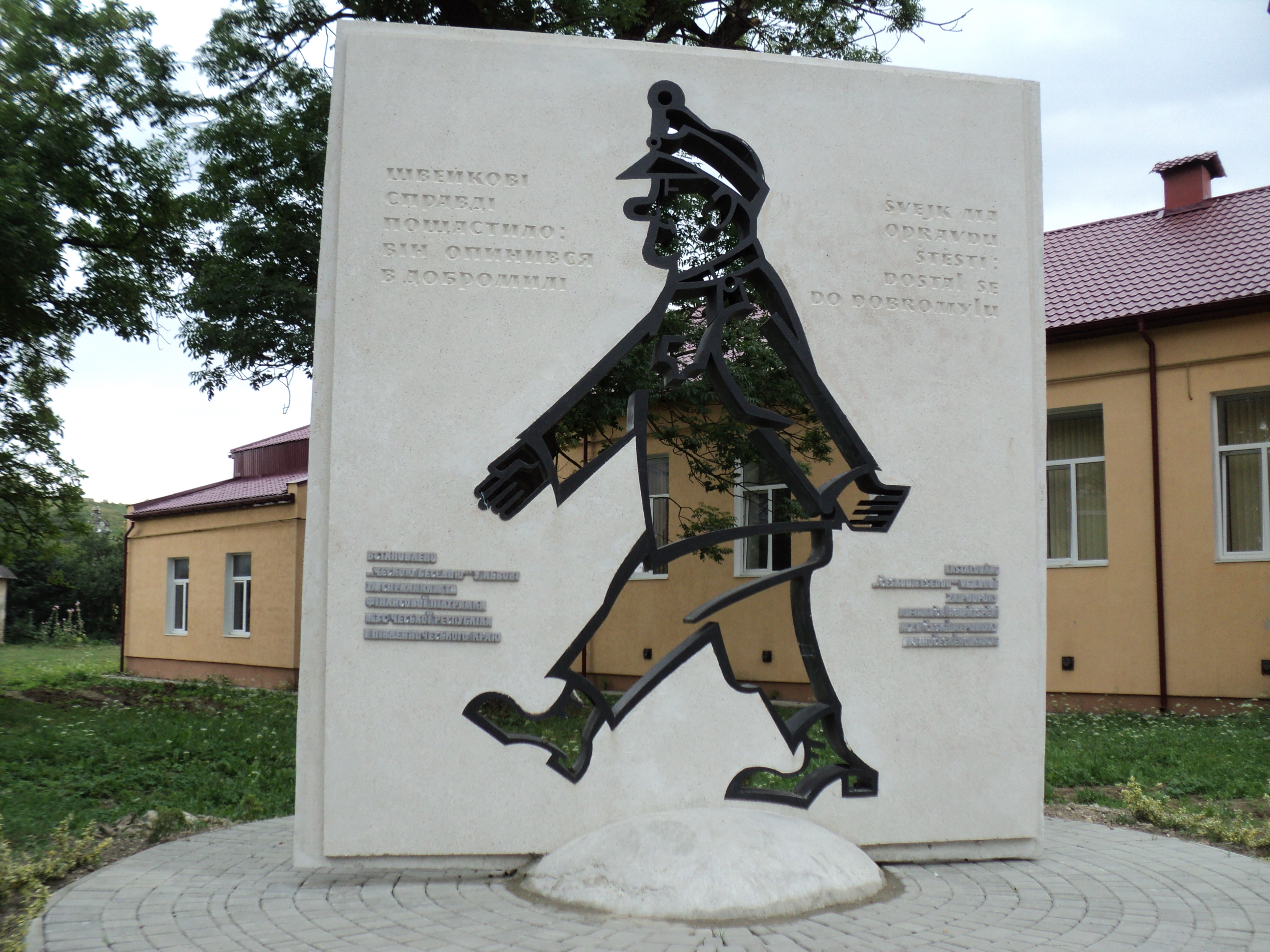
Пам'ятний знак Швейку в Добромилі

1. Швейк, відділившись від команди квартир'єрів, самостійно вирушає у напрямку Фельштина (тепер Скелівка). По дорозі, на березі ставка, переодягається у форму російського полоненого, який купався у ставку. Тут його й затримав патруль, відряджений на пошуки того полоненого. Так бравий вояк Швейк потрапив до австрійського полону. Ставок, де це сталося, і досі радо показують місцеві краєзнавці. Правда, щоразу вони показують інший ставок.
2. Того ж дня під конвоєм Швейка доставляють у Хирів, де він і ночує, як сказано у романі в «класній кімнаті». З великою долею ймовірності можна судити, що Швейк ночував в приміщенні єзуїтського конвікту, будівля якого збереглася й досі.
3. Наступного дня Швейка доставляють у Добромиль в етапне управління. Місцезнаходження етапного управління у Добромилі встановити не вдалося.
4. У колоні російських полонених Швейка етапують до Перемишля. Польські краєзнавці достатньо впевнено визначають форт Перемишльської фортеці, де він перебував, однак невідоме місце його ув'язнення, після того як його почали вважати зрадником Найяснішого Цісаря.
5. Чудом уникнувши страти, Швейк під конвоєм прибуває до с. Воютичі (у романі — Вояличі), де одержує нову форму, гроші та проїзний квиток через Львів до станції Жовтанці (у романі — Золтанець).
6. У Львові Швейк пересідає на поїзд по лінії Львів—Кам'янка-Струмилова (Кам'янка-Бузька). У тексті «Пригод» опису перебування Швейка у Львові немає. Але принаймні на залізничному вокзалі він не міг не бути.
7. Швейк прибуває на станцію Жовтанці, де і має миле спілкування зі станційними чинами.
8. Із Жовтанців бравий вояк дістається до села Велике Колодно (у романі — Климонтів). Саме тут, через смерть Ярослава Гашека, закінчується шлях Йозефа Швейка.
В метушні і хаосі того часу Ярослав Гашек зумів вивчити національні і побутові реалії тогочасної Галичини, і через вісім років описав у своєму романі. Тут йому допоміг великий довоєнний досвід і хист журналіста. У творі Ярослава Гашека звучать нотки співчуття до українців Галичини.

## Екранізації
- «Пригоди бравого вояка Швейка» (чеськ. Dobrý voják Švejk) — фільм 1926 року знятий в ЧСР режисером Карелом Ламачем
- «Швейк на фронті» (чеськ. Švejk na fronte) — фільм 1926 року знятий в ЧСР режисером ?
- «Швейк у російському полоні» (чеськ. Švejk v ruském zajetí) — фільм 1927 року знятий в ЧСР режисером ?
- «Швейк у цивільному» (чеськ. Švejk v civilu — фільм 1927 року знятий в ЧСР режисером ?
- «Швейк готується до бою» (рос. Швейк готовится к бою) — фільм 1942 року знятий в СРСР режисером ?
- «Нові пригоди Швейка» (англ. Schweik's New Adventures) — фільм 1943 року знятий у Великій Британії режисером ?
- «Нові пригоди Швейка» (рос. Новые приключения Швейка) — фільм 1943 року знятий в СРСР режисером ?.
- «Пригоди бравого вояка Швейка» (чеськ. Dobrý voják Švejk) — фільм 1931 року знятий в ЧСР режисером ?
- «Пригоди бравого вояка Швейка» (чеськ. Dobrý voják Švejk) — анімаційний фільм 1956 року знятий в ЧСР режисером ?
- «Бравий солдат Швейк» (чеськ. Dobrý voják Švejk) — художній фільм 1957 року знятий в ЧСР режисером Карелом Стекли.
- «Пригоди бравого вояка Швейка» (нім. Die Abenteuer des braven Soldaten Schwejk) — телесеріал 1958 року знятий в ФРН режисером ?
- «Швейк на фронті» (чеськ. DPoslusne hlásím) — фільм 1958 року знятий в ЧСР режисером ?;
- «Пригоди бравого вояка Швейка» (нім. Der brave Soldat Schwejk) — фільм 1960 року знятий в ФРН режисером ?
- «Швейкові бойові роки» (нім. Schwejks Flegeljahre) — фільм 1963 року знятий в ФРН режисером ?
- «Пригоди бравого вояка Швейка» (фін. Kunnon sotamies Svejkin seikkailuja) — телесеріал 1968 року знятий в Фінляндії режисером ?
- «Пригоди бравого вояка Швейка» (нід. De avonturen van de brave soldaat Schwejk) — телесеріал 1968 року знятий у Бельгії режисером ?
- «Швейк у Другій світовій війні» (рос. Швейк во второй мировой войне) — телефільм 1969 року знятий в СРСР режисером Марком Захаровим
- «Швейк у Другій світовій війні» (дан. Svejk i anden verdenskrig) — телесеріал) 1970 року знятий в Данії режисером ?
- «Пригоди бравого вояка Швейка» (нім. Die Abenteuer des braven Soldaten Schwejk) — телесеріал 1972 року знятий у ФРН режисером ?
- «Швейк у Другій світовій війні» (порт. Schweik na Segunda Guerra Mundial) — фільм 1975 року знятий у Португалії режисером ?
- «Пригоди бравого вояка Швейка» (чеськ. Osudy dobrého vojáka Švejka) — анімаційний фільм 1986 року знятий в ЧСР режисером ?
- «Пригоди бравого вояка Швейка» (рос. Похождения Бравого Солдата Швейка) — мультфільм знятий 2009 року в Україні режисерами Мануком Депояном та Рінатом Ґазізовим.

## Видання українською

### Історія українських перекладів
Історія українських перекладів «Пригод бравого вояки Швейка» Ярослава Гашека фрагментарно почалася ще від 20-х років XX століття. А вже в 30-х роках повний переклад з'явився чотирма частинами у Львові. Перша частина в перекладі Олександра Залужного (псевдонім Юрія Шкрумеляка) вийшла в ілюстрованому видавництві «Луна» у 1930 році, а всі решта — в перекладі Миколи Зорко (псевдонім Миколи Топольницького) в бібліотеці «Воєнні спомини», відповідно у 1930, 1932 та у 1936 роках.
Микола Зорко додав місцевої вимови: «Дуб зверещав на Швейка: — чого витріщуєш на мене сліпаки мов теля на красу спідницю?
 — Згідно з приказом, пане ляйтнант, ви самі чейже упоминали мене, щоб я глядів вам на уста, коли ви промовляєте. А кожний вояк повинен точно сповняти прикази свого зверхника і носити його образ у своїй душі!
 — Мовчи! — крикнув ляйтнант Дуб. — Гляди тепер у противну сторону, ти ідіоте тяжкий і не витріщуй на мене сліпаків, бо знаєш, що я цього не люблю. Не маю в тому найменшої приємности глядіти на твій циферблят».
Четверта частина була доповнена продовженням «Пригоди бравого вояки Швейка в російському полоні» Карела Ванєка в перекладі того ж таки Миколи Зорка. Перша частина з цієї перекладацької тетралогії була передрукована Юрієм Шкрумеляком у 1956 році у Нью-Йорку.
Майже синхронно з'явилися і дві перші частини «Швейка» в перекладі Е. Двоя за редакцією А. Березинського — перша в Харкові в Державному видавництві України (1930), а друга — в Києві у видавництві «Література і мистецтво» (1932). У цьому проекті планувалося опублікувати продовження К. Ванєка, проте йому не судилося здійснитися.
На відміну від цих видань, переклад Степана Масляка, вперше опублікований у Києві 1958 року видавництвом «Радянський письменник», потім перевидавався за різними редакціями. Першу авторську редакцію перекладу здійснив Г. Кочур ще у 1966 році для видавництва «Дніпро». Це ж видавництво випустило перевидання цього перекладу (вже в іншій редакції), зокрема, в серії «Вершини світового письменства» (1970) та в двотомнику творів Я. Гашека (1983). Ці та інші редакції тексту перекладу С. Масляка містили різні додатки та вилучення.
Твори Гашека українською мовою перекладали багато відомих українських літераторів: Степан Масляк, Олександр Залужний, Микола Зорко, Остап Вишня , Юрій Лісняк, Ольга Паламарчук, Ольга Лєнік, Г. Паніко, Е. Двой та інші.

### Список українських видань

#### Повні переклади
1) Переклад Олекси Залужного та Миколи Зорка:
Видавництво Луна та Друкарня Ч. Вернера
- Я. Гашек. «Пригоди доброго вояка Швейка в світовій війні» (1 Частина: Швейк в запіллю (Гінтерляндії)) Видавництво «Луна». (На українську мову переложив Олександр Залужний (псевдонім Юрія Шкрумеляка)) худ. Й. Ляда Львів, 167 с. 1930 р.

- (передрук) Я. Гашек. Пригоди доброго вояка Швейка під час світової війни. (1 Частина: Швейк в запіллю (Гінтерляндії)). (На українську мову переложив Олександр Залужний (псевдонім Юрія Шкрумеляка)) худ. Й. Ляда) — Ню Йорк, США: 1956. — 167 стор.

- Я. Гашек. «Пригоди доброго вояка Швейка в світовій війні» (2 Частина: Швейк на фронті) Видавництво «Луна». (На українську мову переложив Микола Зорко (псевдонім Миколи Топольницького)) Львів, ? с. (Бібліотека «Воєнні спомини») 170 с. 1930 р.
- Я. Гашек. «Пригоди доброго вояка Швейка в світовій війні» (3 Частина: Славетний прочухан) Друкарня Ч. Вернера. (На українську мову переложив Микола Зорко (псевдонім Миколи Топольницького)), худ. Й. Ляда, Львів, 160 с. (Бібліотека «Воєнні спомини»). 1932 р.
- Я. Гашек. «Пригоди доброго вояка Швейка в світовій війні» (4 Частина:) Друкарня Ч. Вернера. (На українську мову переложив Микола Зорко (псевдонім Миколи Топольницького)) Львів, ? с. (Бібліотека «Воєнні спомини») 1936 р.

2) Переклад Степана Масляка:
Видавництво «Радянський письменник»
- Я. Гашек. «Пригоди бравого вояка Швейка» Видавництво «Радянський письменник» (Переклад з чеської Степана Масляка). 624с. Київ, 1958 р.

Видавництво «Дніпро»
- Я. Гашек. «Пригоди бравого вояка Швейка» Видавництво «Дніпро» (Переклад з чеської Степана Масляка, за редакцією Г. Кочура). 704 с. Київ, 1966 р. (Серія «Бібліотека світової класики»).
- Я. Гашек. «Пригоди бравого вояка Швейка» Видавництво «Дніпро» (Переклад з чеської Степана Масляка, редактор С. І. Наливайко), 612 с. Київ, 1970 р. (Серія «Вершини світового письменства»).
- Я. Гашек. «Пригоди бравого вояка Швейка» Твори: В 2-х томах. Том 2. Видавництво «Дніпро» (Переклад з чеської Степана Масляка, за редакцією ?). 669 с. Київ, 1983 р. (Серія «?»)[8]
- Я. Гашек. «Пригоди бравого вояка Швейка» Я. Гашек Видавництво «Дніпро» (Переклад з чеської Степана Масляка, Передмова Г.Кочура). Київ, Дніпро, 1990 р. — 717 с.: іл. Обкладинка тверда. ISBN 5-308-01096-Х

Видавництво Фоліо
- Я. Гашек. «Пригоди бравого вояка Швейка». Видавництво «Фоліо» (Переклад з чеської Степана Масляка за ред. І. В. Мельниченко). 701 с. Харків, 2002 р. Обкладинка тверда. ISBN 966-03-1850-2
- Я. Гашек. «Пригоди бравого вояка Швейка». Видавництво «Фоліо» (Переклад з чеської Степана Масляка за ред. І. В. Мельниченко). 686 с. Харків, 2006 р. Серія «Бібліотека світової літератури». Обкладинка тверда. ISBN 966-03-3447-8[9]
- Я. Гашек. «Пригоди бравого вояка Швейка». Видавництво «Фоліо» (Переклад з чеської Степана Масляка за ред. І. В. Мельниченко). 688 с. Харків, 2008 р. Серія (Бібліотека світової літератури / Ін-т л-ри ім. Т. Г. Шевченка НАН України). Обкладинка тверда. ISBN 978-966-03-4605-2
- Я. Гашек. «Пригоди бравого вояка Швейка». Видавництво «Фоліо» (Переклад з чеської Степана Масляка за ред. І. В. Мельниченко). вступ. ст. Г. Сиваченко 688 с. Харків, 2008 р. Серія (Бібліотека світової літератури / Ін-т л-ри ім. Т. Г. Шевченка НАН України). Обкладинка тверда. ISBN 978-966-03-4606-2

Видавництво «Видавничий дім Наутілус»
- Я. Гашек. «Феномен Швейка» Видавництво: «Видавничий дім Наутілус». (Переклад з чеської Степана Масляка, за редакцією ?). 485 с. 2003 р. Обкладинка тверда[10].

Видавництво «Школа»
- «Пригоди бравого вояка Швейка» Я. Гашек, Видавництво «Школа». (Переклад з чеської Степана Масляка, за редакцією ?). 480 с. Київ, 2006 р. Обкладинка тверда. ISBN 966-661-495-2
- Видавництво «Розумна дитина»
- «Пригоди бравого вояка Швейка» Я. Гашек, Видавництво «Розумна дитина». (Переклад з чеської Степана Масляка, за редакцією ?) мал. К. Лавро. — Київ 2007. — 582 с. ISBN 966-2929-26-6

Видавництво «Кальварія»
- «Пригоди бравого вояка Швейка» (у 2-х томах) Я. Гашек, Видавництво «Кальварія». (Переклад з чеської Степана Масляка, за редакцією Івана Лучука). 800 с. Львів, 2009 р. Обкладинка тверда. ISBN 978-966-663-093-6, ISBN 978-966-663-094-3, ISBN 978-966-663-098-1

Видавництво «А-БА-БА-ГА-ЛА-МА-ГА»
- «Пригоди бравого вояка Швейка» Я. Гашек, Видавництво «А-БА-БА-ГА-ЛА-МА-ГА» (Переклад з чеської Степана Масляка, за редакцією Івана Малковича) ; худож. Йозеф Лада. Київ 2009, 736 с. ISBN 978-966-7047-71-9
- «Пригоди бравого вояка Швейка» Я. Гашек, Видавництво «А-БА-БА-ГА-ЛА-МА-ГА» (Переклад з чеської Степана Масляка, за редакцією Івана Малковича) ; худож. Йозеф Лада. Вид. 2-е- Київ 2009, 736 с. ISBN 978-966-7047-71-9
- «Пригоди бравого вояка Швейка» Я. Гашек, Видавництво «А-БА-БА-ГА-ЛА-МА-ГА» (Переклад з чеської Степана Масляка, за редакцією Івана Малковича) ; худож. Йозеф Лада. Вид. 4-е — Київ 2012, 735 с. ISBN 978-966-7047-71-9

#### Часткові/скорочені переклади
1) Переклад Е. Двоя:
Державне видавництво України (Харків)
- Я. Гашек. «Пригоди доброго вояка Швейка в світовій війні» (1 Частина: Швейк в запіллю (Гінтерляндії)). Харків, УРСР: Державне видавництво України (Харків). (На українську мову переклав Е. Двой, за редакцією А. Березинського). 1930 р.

Видавництво «Література і мистецтво»
- Я. Гашек. «Пригоди доброго вояка Швейка в світовій війні» (2 Частина: Швейк на фронті). Київ, УРСР: Література і мистецтво. (На українську мову переклав Е. Двой, за редакцією А. Березинського). 1932 р.

2) Переклад Георгій Ликов (скорочено):
Видавництво Фактор
- «Пригоди бравого вояка Швейка (скорочено): за романом Ярослава Гашека» Я. Гашек, «Видавництво Фактор», літер. переказ Георгій Ликов; іл. Л. Е. Чайки. 112 с. Харків, 2005 р. (Серія «Чарівний ліхтар»). ISBN 966-312-329-Х (книжка) ISBN 966-312-045-2 (серія)